# Christoffer Holst
Christoffer Holst (født 1974) er en tidligere dansk atlet medlem af Herlev Atletik og fra 1994 Sparta Atletik senere i Frederiksberg IF.
Han var dansk mester i højdespring både inde og ude i 2000.

## Danske mesterskaber
- Sølv 2003 Højdespring inde 2,00
- Sølv 2002 Højdespring inde 2,00
- Bronze 2001 Højdespring inde 2,00
- Guld 2000 Højdespring 2,06
- Guld 2000 Højdespring inde 2,05
- Sølv 1999 Højdespring 2,04
- Bronze 1999 Stangspring 4,30
- Sølv 1996 Højdespring 2,06
- Bronze 1995 Højdespring 2,00

Danske ungdomsmesterskaber
U23
- Guld 1996 Højdespring 2,01
- Guld 1995 Højdespring 1,98
- Guld 1994 Stangspring 4,70

JDM
- Guld 1993 Højdespring inde 2,00
- Guld 1993 Stangspring inde 4,50

## Personlig rekord
- Højdespring: 2,06 1995